# Österbergsmuren
Österbergsmuren är ett naturreservat i Sandvikens kommun i Gävleborgs län.
Området är naturskyddat sedan 1996 och är 19 hektar stort. Reservatet består av gammal urskogsliknande barrskog där tallen dominerar på de torrare markerna. 